# Bonnie Burnard
Bonnie Burnard (Petrolia, 1945. január 15. – London, Ontario, 2017. március 4.) kanadai író.

## Művei
Regények
- A Good House (1999)
- Suddenly (2009)

Novellagyűjtemények
- Coming Attractions. Stories By Sharon Butala, Bonnie Burnard & Sharon Sparling (1983)
- Women of Influence (1988)
- Casino & Other Stories (1994)

## Díjai
- Commonwealth Best First Book Award (1989, a Woman of Influence könyvéért)
- Scotiabank Giller-díj (1999, az A Good House regényért)